# Albert Malherbe
Albert Malherbe est un médecin et chirurgien français né le 21 novembre 1845 à Nantes et mort le 16 octobre 1915 à Nantes.

## Biographie
Albert Hippolyte Malherbe est le fils du Dr Jean-Baptiste-Léonce Malherbe, médecin en chef des Hôpitaux civils de Nantes, président de la Société académique de Nantes, et d'Armande Joséphine Rogier.
Interne des hôpitaux de Paris et élève du professeur Félix Guyon, il obtient le prix Duval pour sa thèse De la Fièvre dans les maladies des voies urinaires, recherches sur ses rapports avec les affections du rein, publiée en 1872.
Chirurgien de l'Hôtel-Dieu de Nantes (1875) puis chirurgien en chef des Hôpitaux de Nantes (1901), il est professeur et directeur de l'École de médecine de Nantes à partir de 1895.
Conseiller municipal de Nantes, il est adjoint au maire en 1881 et 1892.
Le 7 mars 1905, il est élu membre correspondant national de l'Académie nationale de médecine pour la division de pathologie chirurgicale.

## Publications
- De la Fièvre dans les maladies des voies urinaires, recherches sur ses rapports avec les affections du rein, 1872
- Recherches sur l'épithéliome calcifié des glandes sébacées : contribution à l'étude des tumeurs ossiformes de la peau. Paris : Octave Doin, 1882
- Recherches sur le Sarcome. Paris : Masson, 1904